# Elezioni regionali in Calabria del 1975
Le elezioni regionali in Calabria del 1975 si tennero il 15-16 giugno.

## Risultati elettorali
| Liste                                                  | Voti      | %     | Seggi |
| ------------------------------------------------------ | --------- | ----- | ----- |
| Democrazia Cristiana (DC)                              | 424.076   | 39,47 | 17    |
| Partito Comunista Italiano (PCI)                       | 270.412   | 25,17 | 10    |
| Partito Socialista Italiano (PSI)                      | 158.406   | 14,74 | 6     |
| Movimento Sociale Italiano - Destra Nazionale (MSI-DN) | 89.286    | 8,31  | 3     |
| Partito Socialista Democratico Italiano (PSDI)         | 56.364    | 5,25  | 2     |
| Partito Repubblicano Italiano (PRI)                    | 32.305    | 3,01  | 1     |
| Partito di Unità Proletaria per il Comunismo (PdUP)    | 29.423    | 2,74  | 1     |
| Partito Liberale Italiano (PLI)                        | 14.081    | 1,31  | -     |
| Totale                                                 | 1.074.353 |       | 40    |

| Riepilogo dei seggi | Riepilogo dei seggi | Riepilogo dei seggi | Riepilogo dei seggi | Riepilogo dei seggi | Riepilogo dei seggi | Riepilogo dei seggi |
| ------------------- | ------------------- | ------------------- | ------------------- | ------------------- | ------------------- | ------------------- |
|                     |                     |                     |                     |                     |                     |                     |
| PdUP                | 1                   | Nuovo               |                     | PCI                 | 10                  | ━                   |
| PSI                 | 6                   | ━                   |                     | PSDI                | 2                   | ━                   |
| PRI                 | 1                   | ━                   |                     | DC                  | 17                  | ━                   |
| MSI-DN              | 3                   | ▲ 1                 |                     | PSIUP               | 0                   | ▼ 1                 |
| PLI                 | 0                   | ▼ 1                 |                     |                     |                     |                     |